# 兹比格涅夫·希卢萨尔斯基
兹比格涅夫·希卢萨尔斯基（波蘭語：Zbigniew Ślusarski，1947年5月18日—），波兰男子赛艇运动员。他曾代表波兰参加世界赛艇锦标赛，获得一枚铜牌。他也曾参加1976年夏季奥林匹克运动会。